# 纳家户清真寺
纳家户清真寺，位于宁夏回族自治区银川市永宁县杨和镇纳家户村，是中华人民共和国宁夏回族自治区文物保护单位之一。
清真寺建于明朝嘉靖三年（1524年），是元代名臣赛典赤·赡思丁的纳姓后裔子孙所建。1988年，授予宁夏回族自治区文物保护单位，是一座古建筑及历史纪念建筑物。